# Wie een put graaft voor een ander
Wie een put graaft voor een ander is een  stripverhaal uit de reeks van Jerom, uitgegeven door de Standaard Uitgeverij in 1990.

## Locaties
- Huis van Jerom, Rotterdam

## Personages
- Jerom, Suske, Wiske, Schanulleke, Astrotol, Dolly, Femke, Boskop, Roetsje en Drammer[1], ingenieur Jelle, bouwvakkers, Rotterdammers, Edward de Rop, de heer S.C.H. Oft (aanlegger van autosnelwegen en parkeergarages), professor, Arie en zijn vrouw, journalisten

## Het verhaal
In Rotterdam is men bezig met het graven van een tunnel voor de spoorwegen en Suske en Wiske bezoeken de bouwwerkzaamheden. Dan storten opeens verschillende bouwwerken in en machines zakken in de grond. Suske en Wiske besluiten Jerom te bellen en hij biedt zijn hulp aan. Jerom is blij om thuis weg te kunnen, hij wordt gek van de voorjaarschoonmaak van Dolly. Ook zijn Dolly, Boskop, Roetsje en Drammer erg druk. Jerom gaat op onderzoek uit en ontdekt dat er kleine groene wezentjes aan het graven zijn. Ze houden ook van schoonmaken. Jerom noemt ze baggerpeuters en hij merkt dat ze denken in een wedstrijd met andere gravers beland te zijn. Jerom legt uit dat ze moeilijkheden veroorzaken met hun graafwerkzaamheden en stelt de wezentjes voor aan de ingenieur. De wezentjes bieden aan te helpen met het werk aan de tunnel. Dit wordt gehoord door de heer Oft, hij vreest juist voor de spoortunnel en wil de werkzaamheden saboteren. De heer Oft gaat met een soort terranef naar de wereld van de baggerpeuters en vertelt dat de plannen gewijzigd zijn. De volgende dag is Jerom erg verbaasd als hij van de ingenieur hoort dat de baggerpeuters niet zijn komen opdagen. Jerom besluit dan zelf te gaan graven.
Jerom laat zich trakteren op vis en voelt zich toch best alleen zonder zijn vrienden. Hij zoekt zijn nieuwe vrienden op en merkt dat iedereen is verdwenen. alleen een oude baggerpeuter is nog te vinden en hij vertelt dat een man kwam vertellen dat ergens anders gegraven moest worden. Jerom vertrouwt het niet en gaat op zoek. Als hij de baggerpeuters vindt, hoort hij dat ze afval dat in schachten wordt gegooid moeten opruimen. De heer Oft wordt per ongeluk opgesloten en Jerom besluit een wedstrijd te houden met de baggerpeuters. In een wedstrijd komt hij tegelijk met de wezentjes aan bij de Grote kerk. Daar helpt Jerom de ingenieur bij het verleggen van de sporen. De heer Oft probeert ook hier te saboteren, maar Jerom kan een ongeluk voorkomen. Ook probeert de heer Oft het eiland in de Koningshaven te laten zinken, maar ook dit kan voorkomen worden. 
Jerom en de baggerpeuters werken samen om de heer Oft te verslaan. De Rotterdammers besluiten de heer Oft te laten afzinken in een tunnelelement. In december zullen de tussenwanden worden gesloopt en zal hij vrijkomen. Een postbode brengt dan een telegram aan Jerom. Het blijkt dat Dolly wil dat hij thuis komt om te helpen met de grote schoonmaak.